# Аргументація
Аргументація в загальному значенні — це процес обґрунтування людиною певного положення (твердження, гіпотези, концепції) з метою переконання в його істинності, доцільності.
Обґрунтування може здійснюватися різними способами:
- положення можуть бути обґрунтовані завдяки безпосередньому зверненню до дійсності (експеримент, спостереження тощо). Саме такий спосіб часто використовується в природничих науках;
- обґрунтування може бути здійснене за допомогою вже відомих положень (аргументів), завдяки побудові певних міркувань (доказів). У цьому разі людина також певним чином звертається до дійсності, але вже не безпосередньо, а опосередковано. Такий спосіб характерний переважно гуманітарним наукам.

У курсі логіки вивчається саме аргументація другого типу. Це означає, що предметом подальшого розгляду буде процес обґрунтування, доведення істинності певного положення (твердження, гіпотези, концепції) на основі використання інших положень.

## Ключові поняття
У структурі аргументації виокремлюють:
- тезу — це положення, яке необхідно обґрунтувати.
- аргумент — це твердження, за допомогою яких обґрунтовується теза.
- антитезу — твердження, прямо протилежне тезі.[1]
- контраргумент — аргумент, що доводить антитезу або аргумент, який спростовує інший аргумент.[1]

## Доказова аргументація
У сучасному виданні з риторики «Майстер публічних виступів» Микола Овчаров розрізняє логічну та доказову аргументацію. Доказова має три форми:
- Наукова — наукові експерименти, дослідження, статистика.

- Практична — практичні приклади на своєму або чужому досвіді.

- Візуальна — практичні приклади відомої людини або групи людей (подія).